# Tiro nos Jogos Olímpicos de Verão de 1968
O tiro nos Jogos Olímpicos de Verão de 1968 foi realizado na Cidade do México, no México, com sete eventos disputados. A prova de skeet foi introduzida nos Jogos de 1964 e, como as demais, era aberta para homens e mulheres.

## Tiro rápido 25 m
| Pos. | País                  | Atletas           | Pontos |
| ---- | --------------------- | ----------------- | ------ |
|      | Polônia (POL)         | Józef Zapędzki    | 593    |
|      | Romênia (ROM)         | Marcel Roşca      | 591    |
|      | União Soviética (URS) | Renart Suleimanov | 591    |

## Carabina deitado 50 m
| Pos. | País                 | Atletas        | Pontos |
| ---- | -------------------- | -------------- | ------ |
|      | Checoslováquia (TCH) | Jan Kůrka      | 598    |
|      | Hungria (HUN)        | László Hammerl | 598    |
|      | Nova Zelândia (NZL)  | Ian Ballinger  | 597    |

## Carabina três posições 50 m
| Pos. | País                     | Atletas              | Pontos |
| ---- | ------------------------ | -------------------- | ------ |
|      | Alemanha Ocidental (FRG) | Bernd Klingner       | 1157   |
|      | Estados Unidos (USA)     | John Writer          | 1156   |
|      | União Soviética (URS)    | Vitali Parkhimovitch | 1154   |

## Carabina três posições 300 m
| Pos. | País                  | Atletas         | Pontos |
| ---- | --------------------- | --------------- | ------ |
|      | Estados Unidos (USA)  | Gary Anderson   | 1157   |
|      | União Soviética (URS) | Valentin Kornev | 1151   |
|      | Suíça (SUI)           | Kurt Müller     | 1148   |

## Pistola livre 50 m
| Pos. | País                     | Atletas        | Pontos |
| ---- | ------------------------ | -------------- | ------ |
|      | União Soviética (URS)    | Grigori Kosych | 562    |
|      | Alemanha Ocidental (FRG) | Heinz Mertel   | 562    |
|      | Alemanha Oriental (GDR)  | Harald Vollmar | 560    |

## Fossa olímpica
| Pos. | País                    | Atletas          | Pontos |
| ---- | ----------------------- | ---------------- | ------ |
|      | Grã-Bretanha (GBR)      | John Braithwaite | 198    |
|      | Estados Unidos (USA)    | Thomas Garrigus  | 196    |
|      | Alemanha Oriental (GDR) | Kurt Czekalla    | 196    |

## Skeet
| Pos. | País                     | Atletas          | Pontos |
| ---- | ------------------------ | ---------------- | ------ |
|      | União Soviética (URS)    | Evgeni Petrov    | 198    |
|      | Itália (ITA)             | Romano Garagnani | 198    |
|      | Alemanha Ocidental (FRG) | Konrad Wirnhier  | 198    |

## Quadro de medalhas do tiro
| Ordem | País                   | Medalha de ouro | Medalha de prata | Medalha de bronze | Total |
| ----- | ---------------------- | --------------- | ---------------- | ----------------- | ----- |
| 1     | URS União Soviética    | 2               | 1                | 2                 | 5     |
| 2     | USA Estados Unidos     | 1               | 2                | 0                 | 3     |
| 3     | FRG Alemanha Ocidental | 1               | 1                | 1                 | 3     |
| 4     | TCH Checoslováquia     | 1               | 0                | 0                 | 1     |
| 4     | GBR Grã-Bretanha       | 1               | 0                | 0                 | 1     |
| 4     | POL Polônia            | 1               | 0                | 0                 | 1     |
| 7     | HUN Hungria            | 0               | 1                | 0                 | 1     |
| 7     | ITA Itália             | 0               | 1                | 0                 | 1     |
| 7     | ROM Romênia            | 0               | 1                | 0                 | 1     |
| 10    | GDR Alemanha Oriental  | 0               | 0                | 2                 | 2     |
| 11    | NZL Nova Zelândia      | 0               | 0                | 1                 | 1     |
| 11    | SUI Suíça              | 0               | 0                | 1                 | 1     |